# スクラップインセンティブ (自動車)
スクラップインセンティブ (英語: Scrap incentive) とは、国家が消費者に対して、所有している古い自動車の廃車を促し、新車に買い換えるための動機付けを行う各種優遇策。その中身は補助金の直接支払いや減税などがほとんど。当初は環境対策として考えられていたが、2007年に発生した世界金融危機以降は不況対策の意味も込められるようになった。

## 概要
各国では大気汚染防止や地球温暖化防止などの環境対策として、自動車に関連する課税または減税措置を中心としたインセンティブが行われてきたが、僅かな額と引き替えに自動車の買い換えを促す程度の緩い施策が中心であり、古い自動車の廃車を義務づけるものではなかった。しかし、世界的な不況が深刻化した2008年後半以降は、低迷する自動車新車販売のテコ入れ策としての意味も加味されて、先進国を中心に採用されるようになった。下記の事例のほかイギリス、イタリアでも実施されている。 

### フランス
フランスでは、2007年12月にボーナス・ペナルティ制度を開始。二酸化炭素の排出量の少ない新車に対し1,000ユーロの補助金を給付する一方で、二酸化炭素を多く排出する自動車には課税を強化する取り組みが行われていた。2008年12月には、10年以上使用した自動車を廃車にして新車を購入する場合に1,000ユーロの補助金を交付する、文字通りのスクラップ化を義務づける形に改め、各国に影響を与えることとなった。 

### ドイツ
隣国のフランスに追随するように、ドイツでも2009年1月にスクラップインセンティブを開始。9年以上使用した自動車を廃車にして新車を購入する場合、フランスの2.5倍である2,500ユーロの補助金を交付することとしたため購入希望者が殺到。2009年2月の新車登録台数が前年同月比21％増の27万8000台となり、過去10年間で最多を記録。スクラップ・インセンティブが経済対策としても注目される契機となった。 

### 日本
日本でも2003年以降は自動車排出ガス規制対策の一環として、排出ガスや燃費性能が良い自動車について自動車重量税率を軽減し、新車登録から11年経過したディーゼルエンジン車と13年経過したガソリンエンジン車の税を高める（古い車は有害物質を多く排出しているのでその分増税する）といったペナルティ的要素を含む「グリーン化税制」が行われていたが、必ずしも廃車を条件とするものではなかった。廃車を条件にした初めての制度は、平成21年度一次補正予算により行われた自動車重量税等の減免制度である。
初年度登録から13年以上経過した自動車を永久抹消登録（スクラップいわゆる解体処理にすること、一時抹消登録(ナンバープレート返却など)では駄目）して新車に買い換える場合に25万円（軽自動車への買い換えの場合は12万5千円）の助成が行われる（エコカー補助金）。当初は2009年4月10日から2010年3月31日の間（予定）もしくは予算（3,700億円）が消化されるまでの間であったが、その後補助金は2009年の補正予算を含むと6300億円に増額され、翌年9月末までの期間延長（審査機関等に平成22年10月29日必着、期間延長中に補助金が無くなった場合はその時点で終了）となった。結果として'10年夏頃から駆け込み需要が発生し、9月末を持たずに予算が枯渇することが確定したとして9月21日午後6時に受付終了となった。
販売面で影響が大きかったトヨタ製ハイブリッドカーに至っては、プリウスやSAI、レクサス・HSといった車種に軒並み注文が殺到した。トヨタ自動車が、かなり早い段階から「今から注文しても、補助金の申請には間に合わない」とプレスリリースを出す事態になった。
自動車を永久抹消すると、自動車重量税の残り月分が月割で還付される制度は、補助金制度を使用しても以前と同じように還付される。

### アメリカ
アメリカ合衆国では、2009年7月下旬にCARS（カー・アローワンス・リベート・システム）を導入開始。この制度の特徴は他国と違い、買い換えを行った自動車との燃費を比較（自動車の場合10マイル/ガロン以上燃費が向上していることが条件）して支払うものであり、1台あたり4,500ドルという高額な補助がなされた。当初予算枠（10億ドル）は1週間で払底し、同年8月24日まで追加措置が取られた。

## スクラップインセンティブの問題点
こうして経済・環境双方の対策として行われてきたスクラップインセンティブだが、下記のような問題を抱えている。そのため、所ジョージやジェレミー・クラークソンなど、エコカーやスクラップインセンティブに対し否定的・批判的な態度を取る者も少なからずいる。

### 無駄に廃車を増やす事への批判と中古車市場への影響
この制度では、まだ使用できる中古車（使用過程車とその部品）であっても廃車（スクラップ）にすることを条件に各種優遇を行う仕組みとなっていた。だが、この方針は2005年版環境白書で言及されたMOTTAINAI運動に反するものである。また、下取り車が補助金によって中古車として流通せず廃車になったがために需給バランスが崩れ中古車流通量・価格に影響があったともされている。
特に、趣味の分野においては、有用な特定の車種が補助金対象車となった場合、その問題が浮き彫りとなる。かつて『ドリフト天国』の読者コーナーに｢出すところに出せば価値のある車両がエコカー補助金の後押しを受けて（そのことに関して無知であるか経済的な理由から前所有者が廃車にしてしまうため）どんどん潰されてしまう｣と言う内容の投稿が行われたことがあった。
旧車としての地位が確立されている車種（極例を示せばトヨタ・2000GTや｢ハコスカ｣GT-R/「ケンメリ」GT-R、フェアレディZ432など）や中古車市場で未だに人気のある車種（例えばハチロク）であれば、市場原理やエンスージアストの努力など、様々な要因によって残り続けることもあり得るが、まだその地位が確立されておらず、エンスージアストも少なく、さらに補助金の直撃をまともに受けたネオヒストリックカー（概ね1980年 - 1995年あたりの車両）は上記の記事のように解体の憂き目にあう可能性が十分に考えられた。
例えば旧型車が登場する作品、著名な例でいえば『湾岸ミッドナイト』や『頭文字D』、『オーバーレブ!』などの影響で自分より年上の車種に興味を持つ（なお2016年現在18歳(1998年生まれ)であれば例えばスカイラインならR33以前のモデル、『頭文字D』登場車種ならThird Stage以前が全て「自分より年上」(車齢はデビュー年を基準とする)となる）ケースもある。またそうでなかったとしても何らかの理由で新車当時は買えなかったことから中古車となり価格下落したことを受け当時の憧れを叶えるというパターンもある。またカスタムという形でクルマを楽しむのであれば新型車は保安基準や排ガス規制他の関係、各種電子制御の弊害や1990年代末期頃からの車両仕様の極端な変化（市場のミニバンやハイブリッドなどへの極端な偏重、AT車の比率の極端な高さなど）などで不利になってしまう事が多々あり、チューニングカー業界でベース車の世代交代が一向に進まない一因となっている。上述の『ドリ天』の記事に象徴されるように、むやみに旧型車をスクラップにして結果的に残存数を減らしてしまうことは自動車文化の醸成という観点から見ると大いに疑問が残るのである。また旧車雑誌でも間々見られるようにいわゆる（新車当時は掃いて捨てるほどいた）大衆車や実用車を趣味の対象とするマニアもいるが、そのような車両はその価値を｢旧者の王道｣以上に理解されずスクラップや輸出に回されてしまい｢見つけることが最大のハードル｣と化してしまっている場合もある。
日本で1年間に発生する廃車は400万台あるとも言われ、その中でも無事故車や自走可能な車が大多数である事を考えると、膨大な数の旧型車が日々自動車リサイクルで消費されていることになる。時間と廃車の増加が平行することを考えると、実際の所自分の好きな車に乗れるのはその車と近い年代に生き、十分な金や環境を持つ人間に限られる。また日本では部品取りの推奨や走行可能な車両を廃車にすることを禁じたり、旧車の保存を後押ししたりするどころか逆に「一定期間過ぎた車両の税金を上げる」という旧車イジメとも言える国策を採っており、また結果的に高額となってしまう車検の存在、もはや時代錯誤とも称される｢10年10万 kmで廃車｣と言う風潮と言った具合に大衆を修理・存続ではなく買い換えに向かわせる環境がある。また、2018年を基準とした場合、ハイブリッド車という例外を除き、2005年以前の自動車はクリーン化税制の対象となる。そのため、2000年に登場した低排出ガス車認定制度に認定されている自動車であっても、基本は指定期間経過後は重課となる制度なため、環境負荷を意識した自動車も重課の対象になってくるという問題もある。
「どんな車でも買い取る」という類の宣伝をする解体屋があるが、これは表向きは事故車や水没車、放置車など自走不可能な車も買い取るという意味だが、自走可能、無事故、機関良好な車でも買い取られてしまうという意味がある。程度や市場状況によっては中古車や中古パーツとして再流通する場合もあるだろうが、基本的には｢有価金属クズ｣でしかない（そのためその他の有価金属クズも受け入れる解体屋も間々ある）。これには自動車リサイクル法の影響もある。

### エコカーは本当に環境に優しいのか?
経済対策としては有効だが環境対策としてはあまり役に立たない（現在ある自動車を大切に利用するという観点や、新車製造時・石油以外の燃料で動作させる場合に発生する温室効果ガス等を抑制するという観点からは、カーボンニュートラルな石油代替燃料（バイオ燃料など）を実用化することが望まれる）と指摘されることもある。
また、いかに燃費性能が良く温室効果ガスや大気汚染物質の排出量が少ない低公害車であっても製造・廃棄時に莫大な温室効果ガス等を発生させており（特にHVに関してはモーター・バッテリーを別途作らなければならない分通常の内燃車より製造時のコストは環境･金銭ともに大きい）、電気自動車の場合でも発電を火力発電や原子力発電に頼っているようではそれら発電所に由来する問題の発生は避けられない。そのうえ、技術革新は日進月歩なため、ハイブリッド車であろうが電気自動車であろうが、新モデルが燃費向上や給油並びに充電回数の減少などの性能アップを果たした場合、旧モデルの方がある意味環境負荷が大きいということになるため、必ずしも環境負荷の低減につながっているとは言えない面もある。ただし、登録されている車両の比率で低公害車の割合が増えれば、それらが普及していない場合と比較して理論上温室効果ガス等の排出される総量が減ったことになるため、環境対策として効果がないという見方は語弊でもある。
さらに、日本の場合は買い換えによって必ずしも環境負荷が少なくなるとは言えない現状があった（後述）。環境を考えるなら解体部品、リサイクル部品を使用して既存車を修理し、廃車を減らすことこそが理想である。しかし、現状でのリサイクル部品は「廃車を減らす」類の目的での宣伝はされていない。たとえ今は一時的にリサイクル部品で修理できたとしても、いずれそれが壊れて廃車を獲得する台数に変わりがないことが前提であるならば、そもそも解体部品の存在意義は無いことになる。｢特定の車種の特定の部位が壊れやすい｣と言うことは間々あることではあるにせよ解体屋に入庫する同型車のうちすべてが同じところばかりが故障しているわけではないので、壊れていない部分だけ交換すれば普通に乗れる車が完成する（いわゆるニコイチ）ことになる。しかし部品を購入して車を修理するよりもまだ乗れる車を廃車にすることが圧倒的に多いため、まだ使える部品の多くが廃棄されている。逆に部品を購入して修理することが一般的になれば廃車（のうち実際に廃棄・マテリアルリサイクルに回される比率）は減少し、解体屋は部品の再生、販売が主な業務に変わる。もしくは、既存車を電気自動車などに改造すれば、廃車とそれに伴うゴミが大幅に減少し、排ガスも減少することができる。

### 日本の制度における問題点
また、日本で2009年から行われていた制度に関しては以下のような問題も指摘されている。
- 制度に様々な抜け穴があるため、「エコカー補助金」が形骸化（ざる法）している面があった。
  - 車両の重量別に燃費基準が定められる（重い車種の方が基準が緩い）ため、以下のような問題が発生し得た。
    - エコロジーの観点で見れば、アメリカのように「今乗ってるクルマよりも燃費のいいクルマを買った時に補助をする」ことやフランスのような「自動車の排出ガスを基準とした課税制度」というものであればよかったのだが、上述の日本の制度上、車種選定によってはたとえ対象車種に乗り換えてもむしろ燃費が悪化する＝環境負荷が増大する場合（例：カローラクラスの小型セダンからアルファード/ヴェルファイアのような大型ミニバンに乗り換えた場合）[注釈 4]があり得た。
    - この場合、車両の重量を基準としているため、4WD化やパワーシート装備などの追加でわざと重くして補助金・減税対象にしているケースがあるという指摘があった。
    - 同様に、ハマーH3のように重くて燃費の悪い車種がその重量ゆえ補助金対象となったケースも見られた。

  - また、中古のエコカーを購入するという場合、前述の二か国の制度であれば重課を避けられる可能性があるが、日本の場合、新車登録から指定期間を超えていれば、無条件で重課となるため、排出ガスが少ない中古車であっても維持費が高額になるという問題もある。
- さらに、エコカー補助金終了間際にはいわゆる駆け込み需要が発生したため、解体屋が一気に増えた廃車の処理でてんてこ舞いになってしまった。その結果1台あたりの解体作業に割ける時間が短くなり、本来なら取り外して再利用できるはずの部品をゴミ（最終的にはシュレッダーダスト）にせざるを得なくなってしまった。この件に関しニュースの取材を受けた埼玉のある解体屋は「普段は200台しかない廃車が今は700台ある」「部品の再利用という観点から言うと全然エコになっていない」、「リサイクルできる部品を一日に5 - 6千円×100台＝50 - 60万円捨てている」という主旨のコメントをした[3][出典無効]。

### 経済対策としてもどうなのか?
さらに、環境面のみならず経済面においても駆け込み需要（ドイツの場合期間中はよく売れたが、終了したとたん失速して半年たっても全然回復していない）でしかない上に他の耐久消費財が売れなくなるなど効果は限定的、と指摘された。